# 奥布河畔沃索勒
奧布河畔沃索勒（法語：Veuxhaulles-sur-Aube，法語發音：[vøsol syʁ ob]）是法国科多尔省的一个市镇，属于蒙巴尔区。

## 地理
奥布河畔沃索勒（47°56'41"N, 4°48'8"E）面积19.24 平方千米，位于法国勃艮第-弗朗什-孔泰大區科多尔省，该省份为法国中东部省份，北起奥布省，西接涅夫勒省和约讷省，南至索恩-卢瓦尔省，东南接汝拉省，东临上索恩省，东北部与上马恩省接壤。
与奥布河畔沃索勒接壤的市镇（或旧市镇、城区）包括：拉特勒塞-奥布河畔奥尔穆瓦、布德勒维尔、拉绍姆、库尔邦、卢埃姆、奥布河畔蒙蒂尼、当瑟瓦尔。
奥布河畔沃索勒的时区为UTC+01:00、UTC+02:00（夏令时）。

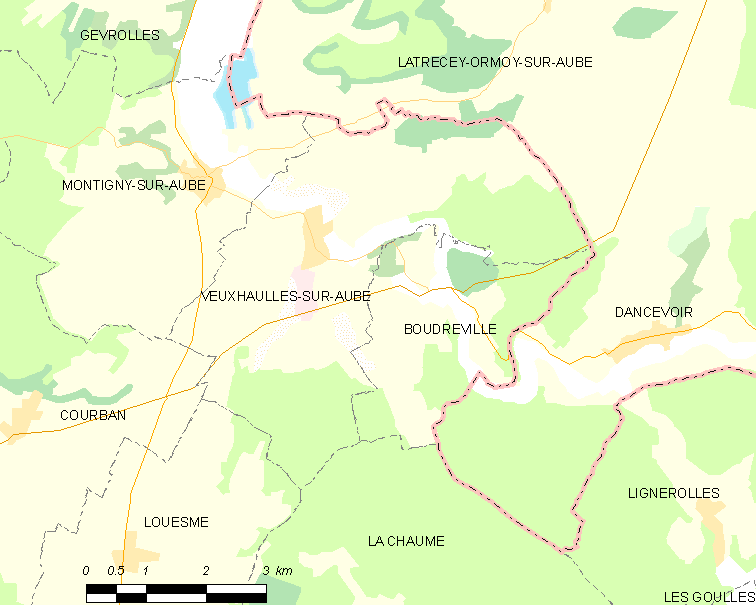
奥布河畔沃索勒的OSM定位图

## 行政
奥布河畔沃索勒的邮政编码为21520，INSEE市镇编码为21674。

## 政治
奥布河畔沃索勒所属的省级选区为塞纳河畔沙蒂永县。

## 人口

1962-2008年间奥布河畔沃索勒人口变化图示

奥布河畔沃索勒于2022年1月1日时的人口数量为210人。